# Petyr Stojczew
Petyr Stojczew, bułg. Петър Стойчев (ur. 24 października 1976 w Momcziłgradzie) – bułgarski pływak długodystansowy, mistrz świata w pływaniu na otwartym akwenie, w 2013 minister sportu.

## Życiorys
Zawodnik Lewskiego Sofia. Początkowo trenował głównie 400 m i 1500 m stylem dowolnym, zdobywając na początku lat 90. medale młodzieżowych mistrzostw Europy w tych konkurencjach. Specjalizował się następnie w długich dystansach na otwartym akwenie. Zdobył cztery medale mistrzostw świata – złoty w 2011 na 25 km, brązowe w 2003 na 25 km oraz w 2005 na 10 km i na 25 km. Był też medalistą mistrzostw Europy, w tym mistrzem z Piombino (2011). W latach 2001–2011 nieprzerwanie zwyciężał w Pucharze Świata FINA, łącznie wygrał około 50 maratonów pływackich.
Czterokrotnie startował na letnich igrzyskach olimpijskich (w Sydney, Atenach, Pekinie i Londynie), początkowo na 400 m i na 1500 m stylem dowolnym, później także w nowo wprowadzonej konkurencji 10 km na otwartym akwenie. W tej ostatniej odniósł największy sukces – w 2006 zajął w niej 6. miejsce. W Pekinie w 2008 pełnił funkcję chorążego bułgarskiej reprezentacji olimpijskiej. 24 sierpnia 2007 jako pierwszy pływak przepłynął kanał La Manche w czasie poniżej 7 godzin (z czasem 6 godzin 57 minut 50 sekund). Rekord ten został pobity ponad pięć lat później przez Trenta Grimseya.
Petyr Stojczew ukończył studia z zakresu kinezyterapii na Uniwersytecie im. Angeła Kynczewa w Ruse. Zatrudniony jako funkcjonariusz w resorcie spraw wewnętrznych. W marcu 2013 objął urząd ministra sportu i kultury fizycznej w przejściowym rządzie Marina Rajkowa, który sprawował do maja tegoż roku. W 2019 zwyciężył w Rajdzie Bułgarii, będąc pilotem Dimityra Iliewa.

## Występy na igrzyskach olimpijskich
- 2000: 400 m stylem dowolnym – 34. miejsce, 1500 m stylem dowolnym – 30. miejsce
- 2004: 400 m stylem dowolnym – 32. miejsce, 1500 m stylem dowolnym – 17. miejsce
- 2008: 1500 m stylem dowolnym – 30. miejsce, 10 km na otwartym akwenie – 6. miejsce
- 2012: 10 km na otwartym akwenie – 9. miejsce[2]